# Esat Valla
Esat Valla, född 1944 i Gjakova i Kosovo i före detta Jugoslavien, är en albansk konstnär.
Esat Valla är känd för sina målningar föreställande fåglar och insekter såsom fjärilar. Han utexaminerades 1971 från Akademin för figurativ konst i Belgrad och var elev till Zoran Petrovic. Medlem i KAFA sedan 1976. Han är i dag bosatt i Pristina.